# Голубенко, Александр Леонидович
Алекса́ндр Леони́дович Голубе́нко (род. 18 февраля 1942, Ворошиловград) — Заслуженный деятель науки и техники УССР (1990). Ректор Восточноукраинского Национального университета имени Владимира Даля с 1997 года по 2014 год. Герой Украины (2012).

## Биография
Родился 18 февраля 1942 года в Ворошиловграде.
Окончил Луганский машиностроительный техникум и в 1969 Луганский машиностроительный институт по специальности «Локомотивостроение».
Начал работать в 1969 году в отделе главного конструктора Луганского тепловозостроительного завода.
Окончил аспирантуру в 1973 году и защитил кандидатскую диссертацию в Харьковском политехническом институте. Работал старшим преподавателем, доцентом, заведующим кафедрой, первым проректором.
В 1987 году защитил докторскую диссертацию в Московском институте инженеров железнодорожного транспорта. С 1990 года — Заслуженный деятель науки и техники УССР.
С 1997 по 2014 — ректор Восточноукраинского национального университета имени Владимира Даля. Автор 300 книг и научных работ, 74 авторских свидетельств, 14 иностранных патентов. В 2014 году уехал из Луганска (временно оккупированной территории Украины) в Северодонецк. В марте 2015 ушёл в отставку с поста ректора «Восточноукраинского национального университета имени В. Даля».

## Награды
- Звание Герой Украины с вручением ордена Державы (24 августа 2012 года) — за выдающийся личный вклад в укрепление образовательного потенциала Украины, многолетнюю плодотворную научно-педагогическую деятельность[2]
- Медаль «За трудовую доблесть» (1981 г.),
- Орден «За заслуги» III степени (2001 г.), орден «За заслуги» II степени (2004 г.) и орден «За заслуги» I степени.
- Почётная грамота Кабинета Министров Украины (2002 г.)
- Кавалерский крест ордена Заслуг перед Республикой Польша за выдающиеся заслуги в развитии польско-украинских отношений (25 июля 2005 года)[3].
- медаль «Григорий Сковорода» (высшая награда Академии педагогических наук Украины) (2012 г.)[4]
- Орден «Инженерная слава» (высшая награда Инженерной академии Украины) (2012 г.)[4]

### Звания
- Доктор технических наук.
- Профессор кафедры железнодорожного транспорта.
- Академик Транспортной академии Украины
- Академик инженерной академии Украины
- Академик Академии транспорта Российской Федерации
- Академик Международной инженерной академии.
- Член-корреспондент Академии педагогических наук Украины.
- Почётный железнодорожник Украины.
- Член Национального Союза журналистов Украины.
- Почётный железнодорожник Российской Федерации (1992)
- Почётный железнодорожник Украины (1995).
- Почётный гражданин города Луганск (2000).

### Премии
- Лауреат премии Министерства образования УССР (1988 г.)
- Лауреат Государственной премии Украины в области науки и техники (2004 г.)